# ネヴァービート
ネヴァービート (英: Never Beat) はイギリスの競走馬。半兄に1962年のセントレジャーステークス優勝馬ヘザーセットがいる良血馬で、種牡馬として日本に輸出され成功を収めた。半弟のボールドアンドブレーヴも種牡馬として日本に輸出されている。

## 来歴
競走成績は、2・3歳時に10戦1勝。重賞では入着級と、競走馬としては大成できなかったが、良血が買われて1963年、種牡馬として日本に輸入されることとなった。
翌年から種牡馬としての供用が開始され、初年度産駒からいきなりマーチス、ルピナスと2頭のクラシック馬を生み出した。その後も、コンスタントに優秀な産駒を輩出し、「ネヴァーセイダイ系ブーム」の火付け役となり、1970年、1972年、1977年のリーディングサイアーに輝いた。ブルードメアサイアーとしても、メジロラモーヌやサクラユタカオー等の活躍馬を送り出すなど、優れた成績を残しており、1984年、1986年、1988年のリーディグブルードメアサイアーとなっている。後継種牡馬には恵まれなかったが、現在は牝系に入ってその血を伝え、高い影響力を保っている。
1982年に種牡馬を引退し、浦河町の荻伏牧場で余生を送っていたが、1985年に老衰のため死亡した。

## 代表産駒
- マーチス（皐月賞、阪神3歳ステークス）
  - 1968年度最優秀4歳牡馬
- ルピナス（優駿牝馬）
  - 1968年度最優秀4歳牝馬
- リキエイカン（天皇賞（春）、阪神3歳ステークス）
- インターグロリア（桜花賞、エリザベス女王杯）
  - 1977年度最優秀4歳牝馬
  - 1978年度最優秀5歳以上牝馬
- クニノハナ（ビクトリアカップ）
- ミサキネバアー（東京王冠賞、大井記念、天皇賞・春2着）
- グランドマーチス（中山大障害、京都大障害）
  - 1974・1975年度最優秀障害馬
  - 顕彰馬
- ダイイチオー（スワンステークス、天皇賞・春3着）

## 母の父としての代表産駒
- イットー
  - 1973年度最優秀3歳牝馬
  - 1975年度最優秀5歳以上牝馬
- サクラシンゲキ
  - 1981年度スプリンター賞
- キョウエイプロミス（天皇賞（秋））
  - 1983年度最優秀5歳以上牡馬
- メジロラモーヌ（桜花賞、優駿牝馬、エリザベス女王杯）
  - 1985年度最優秀3歳牝馬
  - 1986年度最優秀4歳牝馬
  - 顕彰馬
- サクラユタカオー（天皇賞（秋））
  - 1986年度最優秀5歳以上牡馬
- スズカコバン（宝塚記念）
- メジロマスキット
  - 1989年度最優秀障害馬
- パッシングショット（マイルチャンピオンシップ）
  - 1990年度最優秀5歳以上牝馬
- ダイタクヘリオス（マイルチャンピオンシップ）

## 血統表
| ネヴァービートの血統（ナスルーラ系 / Nearco 3×3=25%、Blandford 5×4×5=12.50%、The Tetrarch 5×5=6.25%） | ネヴァービートの血統（ナスルーラ系 / Nearco 3×3=25%、Blandford 5×4×5=12.50%、The Tetrarch 5×5=6.25%） | ネヴァービートの血統（ナスルーラ系 / Nearco 3×3=25%、Blandford 5×4×5=12.50%、The Tetrarch 5×5=6.25%） | （血統表の出典）    | （血統表の出典） |
| 父 Never Say Die 1951 栗毛                                                                            | 父の父Nasrullah 1940 鹿毛                                                                             | Nearco                                                                                                | Pharos              | Pharos           |
| 父 Never Say Die 1951 栗毛                                                                            | 父の父Nasrullah 1940 鹿毛                                                                             | Nearco                                                                                                | Nogara              |                  |
| 父 Never Say Die 1951 栗毛                                                                            | 父の父Nasrullah 1940 鹿毛                                                                             | Mumtaz Begum                                                                                          | Blenheim            | Blenheim         |
| 父 Never Say Die 1951 栗毛                                                                            | 父の父Nasrullah 1940 鹿毛                                                                             | Mumtaz Begum                                                                                          | Mumtaz Mahal        |                  |
| 父 Never Say Die 1951 栗毛                                                                            | 父の母Singing Grass 1944 栗毛                                                                         | War Admiral                                                                                           | Man o'War           | Man o'War        |
| 父 Never Say Die 1951 栗毛                                                                            | 父の母Singing Grass 1944 栗毛                                                                         | War Admiral                                                                                           | Brushup             |                  |
| 父 Never Say Die 1951 栗毛                                                                            | 父の母Singing Grass 1944 栗毛                                                                         | Boreale                                                                                               | Vatout              | Vatout           |
| 父 Never Say Die 1951 栗毛                                                                            | 父の母Singing Grass 1944 栗毛                                                                         | Boreale                                                                                               | Galaday             |                  |
| 母 Bride Elect 1952 黒鹿毛                                                                            | 母の父Big Game 1939 鹿毛                                                                              | Bahram                                                                                                | Blandford           | Blandford        |
| 母 Bride Elect 1952 黒鹿毛                                                                            | 母の父Big Game 1939 鹿毛                                                                              | Bahram                                                                                                | Friar's Daughter    |                  |
| 母 Bride Elect 1952 黒鹿毛                                                                            | 母の父Big Game 1939 鹿毛                                                                              | Myrobella                                                                                             | Tetratema           | Tetratema        |
| 母 Bride Elect 1952 黒鹿毛                                                                            | 母の父Big Game 1939 鹿毛                                                                              | Myrobella                                                                                             | Dolabella           |                  |
| 母 Bride Elect 1952 黒鹿毛                                                                            | 母の母Netherton Maid 1944 黒鹿毛                                                                      | Nearco                                                                                                | Pharos              | Pharos           |
| 母 Bride Elect 1952 黒鹿毛                                                                            | 母の母Netherton Maid 1944 黒鹿毛                                                                      | Nearco                                                                                                | Nogara              |                  |
| 母 Bride Elect 1952 黒鹿毛                                                                            | 母の母Netherton Maid 1944 黒鹿毛                                                                      | Phase                                                                                                 | Windsor Lad         | Windsor Lad      |
| 母 Bride Elect 1952 黒鹿毛                                                                            | 母の母Netherton Maid 1944 黒鹿毛                                                                      | Phase                                                                                                 | Lost Soul F-No.21-a |                  |

近親
- 半妹Prudent Girl（父プリメラ）の産駒に、Play It Safe（マルセルブサック賞ほか）、Providential（ワシントンDC国際ほか）などがいる。